# Васикова, Лидия Петровна
Ли́дия Петро́вна Васикова (28 мая 1927 — 28 октября 2012) — советский и российский лингвист-финноугровед, первая среди женщин-мари, ставшая доктором наук (1985), профессором (1986). Заслуженный деятель науки РФ (1995), кавалер ордена Креста земли Марии (Эстония).

## Биография
Родилась 28 мая 1927 года в деревне Пернянгаши Пайгусовского сельского поселения Горномарийского района Марийской АССР.
- 1946—1950 — училась на отделении марийского языка историко-филологического факультета Марийского государственного института им. Н. К. Крупской.
- 1951—1954 — обучалась в аспирантуре Тартуского университета (Эстония) под научным руководством академика П. Аристэ.
- Работала в Марийском пединституте (преподавала марийский язык) и на кафедре филологии Эстонской сельскохозяйственной академии в г. Тарту, а затем снова на кафедре русского языка Марийского пединститута.
- 1984 — в Тартуском университете защитила докторскую диссертацию на тему «Сложносочиненные предложения в современном марийском литературном языке в сравнении с другими типами предложений»[3].
- С 1984 — работала в Марийском государственном университете на кафедре русского и общего языкознания профессором, заведующей кафедрой. Также была руководителем научно-исследовательской лабораторией.
- 1986 — стала профессором Марийского государственного университета, первым из числа марийских женщин.

28 октября 2012 года погибла в ДТП на 14 километре дороги Йошкар-Ола — Козьмодемьянск.
Автор более 193 научных публикаций, в том числе 10 монографий в области русского и общего языкознания, языковых контактов, социолингвистики, марийского языкознания. Ими (в том числе и учебными пособиями по марийскому и русскому языкам) пользуются вузовские и школьные преподаватели. Член специализированного совета по защите кандидатских и докторских диссертаций по финно-угорским языкам. Автор орфографического словаря горномарийского языка и монографий «Основы синтаксиса простого предложения русского языка» (1980) и «Сложные предложения в современном марийском литературном языке» (1982).

## Награды и признание
- Медаль «За доблестный труд в Великой Отечественной войне 1941—1945 гг.»
- Заслуженный деятель науки Марийской АССР (1988)
- Заслуженный деятель науки РФ (1995)[5]
- Орден Креста земли Марии 5 класса (Эстония, 2 февраля 2001 года)[6]
- Почётная грамота Республики Марий Эл (2002)